# Mitzvá
Mitzvá (en hebreo: מצוה) es una palabra hebrea que significa "mandamiento" (plural mitzvot; de צוה, tzaváh - "ordenanza, encomienda, precepto").
La palabra se usa en el judaísmo para referirse a 
- Los 613 preceptos bíblicos de la santa Torá (los primeros cinco libros de la santa Biblia).
- La ley rabínica judía.

## Bereshit
1. Ser fecundos, multiplicarse y dominar sobre la creación

## Lej Lejá
- 2. Brit Milá - Circuncisión.
- 3. Honrar a padre y madre.

## Vaishlaj
4. No comer del nervio ciático del  animal, si usted lo conoce.

## Bó
5. Consagrar el nuevo mes y el paso de año.

6. Llevar a cabo el sacrificio pascual (Korbán Pésaj).

7. Ingerir de la carne del Korbán Pésaj.

8. No ingerir el Korbán Pésaj crudo o cocido al agua.

9. No dejar sobrantes de la carne del Korbán Pésaj.

10. Eliminar el jametz (leudado).

11. Ingerir matzá (pan ácimo).

12. Que no se encuentre jametz en nuestra propiedad durante los días de Pésaj.

13. No ingerir nada que contenga jametz.

14. No darle del Korbán Pesaj al hebreo traidor.

15. No darle del Korbán Pésaj al extranjero residente (guer toshav).

16. No sacar del Korbán Pésaj fuera del recinto hogareño.

17. No romper ningún hueso del Korbán Pésaj.

18. No comerá incircunciso del Korbán Pesaj.

19. Rescatar a los primogénitos de Am Israel, a los primogénitos de los animales puros (kashrut) y rescatar al primogénito del asno o burro (Pidión Peter Jamor).

20. No comer nada laudado en Pésaj, ni comer o tener jametz  en casa, no comer granos o harina de ninguna de las cinco especies de grano (hameshet minei dagan).

21. Que no nos sea visible jametz en Pésaj.

22. Narrar la Ietziat Mitzraim (Salida de Mitzraim).

23. Redimir el primogénito del burro (con un cordero).

24. Desnucar al primogénito del burro si no es redimido.

## Beshalaj
25. No traspasar el límite territorial en Shabbat.

## Itró
26. Saber que existe el Eterno

27. No creer en dioses de otros, solo en Elohim

28. No hacer escultura para adorar

29. No hincarse frente a idolatría

30. No adorar idolatría de la manera que es habitual hacerlo

31. No jurar en vano

32. Santificar el Shabbat con palabras

33. No hacer melajá en Shabbat

34. Honrar al padre y la madre

35. No asesinar al inocente

36. No mantener relaciones íntimas con una mujer desposada con otro varón

37. No raptar a un hebreo

38. No testificar falsamente

39. No codiciar

40. No hacer la forma humana, incluso como arte

41. No construir al mizbeaj con piedras talladas con metal

42. No subir por escaleras al mizbeaj

## Mishpatim
43. La normativa del esclavo hebreo

44. Reconocimiento (desposar) de la esclava hebrea

45. Redención de la esclava hebrea

46. Que no sea vendida la esclava hebrea

47. No disminuir el derecho de la esclava hebrea desposada por alimento, vestimenta, relaciones conyugales

48. El tribunal debe ajusticiar con pena capital de sofocamiento al asesino del inocente

49. No pegar al padre o la madre

50. Leyes de multas

51. El tribunal debe ajusticiar con pena capital de muerte por espada al culpable de determinados crímenes

52. El tribunal debe ajusticiar en los casos de daños provocados por animales

53. No comer del toro apedreado que fue degollado

54. El tribunal debe ajusticiar en los casos de daños ocasionados por omisión

55. El tribunal debe ajusticiar en los casos de robo con compensación o pena capital

56. El tribunal debe ajusticiar en los casos de daños o lesiones físicas

57. El tribunal debe ajusticiar en los casos de daños provocados por fuego

58. El tribunal debe ajusticiar en los casos del cuidador gratuito

59. El tribunal debe ajusticiar en los casos de demandas

60. El tribunal debe ajusticiar en los casos de préstamos de objetos tenidos en depósito

61. El tribunal debe ajusticiar en los casos de depósito de objetos de forma gratuita

62. El tribunal debe ajusticiar en los casos de seducción sexual

63. No dejar con vida a la bruja

64. No oprimir al converso con palabras

65. No oprimir al converso en asuntos monetarios

66. No afligir a la viuda o al huérfano

67. Dar préstamos monetarios al indigente

68. No exigir el pago a un indigente cuando se sabe que no tiene para pagarlo

69. No dar préstamo con usura

70. No maldecir a los jueces

71. No maldecir a Dios

72. No maldecir al padre o la madre

73. No demorar la presentación de los diezmos

74. No comer carne de animal no degollado ritualmente

75. Que el juez no oiga los reclamos de un demandante en ausencia del demandado

76. No es válido el testimonio del pecador

77. No seguir a la mayoría del tribunal en el veredicto de pena capital cuando se es juez, y no existe plena convicción del delito

78. No cambiar el veredicto de inocente, por el de culpable, si así hubiera sido juzgado en primera instancia

79. Seguir a la mayoría (de los sabios) en las decisiones legales

80. No ser indulgente con el indigente en el juicio, sino hacer justicia

81. Ayudar a levantar la carga caída del animal de carga de nuestro enemigo

82. No pervertir el juicio

83. No condenar al inocente por suposiciones

84. No aceptar soborno

85. Leyes de Shemitá (año sabático) de la tierra

86. No realizar labores en Shabbat

87. No jurar en nombre de idolatría

88. No inducir a los hebreos a la idolatría

89. Celebrar los Regalim

90. No sacrificar el cordero pascual el día 14 de Nisán, mientras aún poseamos jametz

91. No dejar el sebo del cordero pascual hasta el amanecer

92. Traer los bikurim (primicias) al Mikdash

93. No cocinar carne en leche

94. No concertar pactos con miembros de los 7 pueblos canaaneos, ni con cualquier idólatra

95. No permitir que resida un idólatra en la tierra de Israel

## Terumá
95. Construir una morada para hacer residir allí el nombre del Eterno

96. No sacar las telas del arón (arca) del mismo

97. Mitzvot relativas a los lejem hapanim y levoná (panes de la proposición e incienso)

## Tetzavé
98. Preparar las luminarias de la Menorá

99. Que el cohen vista sus ropas específicas

100. Que no se separe el joshen del efod

101. No romper el saco de los cohanim

102. Comer de los korbanot asham y jatat

103. Elevar el incienso

104. No elevar incienso ni sacrificios en el altar de oro del heijal sino solamente el incienso particular diario

## Ki Tisá
105. Entrega de medio Shekel anual

106. Consagración de pies y manos al momento de la adoración

107. Unción con el aceite de la unción del Sumo Sacerdote y de los reyes de la estirpe davídica

108. Que no unja un extraño (no cohen) con el aceite de la unción preparado por Moshé

109. No hacer en gran cantidad del aceite de unción

110. No hacer en gran cantidad del incienso para el Templo

111. No comer ni beber de las ofrendas o agasajos dedicadas a la idolatría

112. Que la tierra repose en los años de reposo ordenados por la Torá

113. No ingerir carne con leche

## Vaiakel
114. Que en Shabbat no se hagan juicios de crímenes pasibles de pena capital (Éxo 35:3  No encenderéis fuego en ninguna de vuestras moradas en el día de reposo.)

## Vaikrá
115. Procedimiento del korbán HaOla

116. Korbán minjá

117. Que el korbán no entre en contacto con leudantes o miel

118. No sacrificar sin salar

119. Salar el sacrificio

120. Korban del Beit Din en caso de haber dictaminado erróneamente

121. Korban Jatat para el individuo que involuntariamente pecó en una mitzvá "lo taasé" que se penaliza con caret en caso de pecado voluntario

122. Testimonio obligatorio en los casos prescritos

123. Korban Ole veIored

124. No separar enteramente la cabeza del ave sacrificada como jatat

125. No poner aceite de oliva en la ofrenda del joté (pecador)

126. No poner incienso en el sacrificio antedicho

127. Restituir y añadir un quinto del valor para el que come o se beneficia de lo consagrado

128. Korban Asham Talui

129. Asham Vidui

130. Devolver lo rapiñado

## Tzav
131. Quitar las cenizas del Altar

132. Encender el fuego sobre el Altar todos los días

133. No apagar el fuego del Altar

134. Comer los restos de las ofrendas (vegetales)

135. No hacer jametz los restos de las ofrendas (vegetales)

136. Korbán Minjá (ofrenda) diario del Cohén Gadol

137. El korbán Minjá no debe ser ingerido

138. Maasé Hajatat - sacrificio de parte del pecador

139. No comer del Jatat cuya sangre fluyó hasta dentro del Tabernáculo

140. Maasé Hasham - sacrificio de parte del culpable

141. Maasé Zevaj HaShlamim - sacrificio de paz

142. No dejar carne del korbán Toda (de agradecimiento u ofrenda voluntaria)

143. Quemar los restos de la carne del sacrificio santificado, al tercer día

144. No comer cosa inmunda

145. No comer carne de sacrificio que se impurificó

146. Quemar la carne del sacrificio impurificado

147. No comer sebo

148. No ingerir sangre de animal o de ave

## Sheminí
149. Que no ingresen con cabellos largos los cohanim (y todos) al Mikdash

150. Que no ingresen con sus ropas rasgadas los cohanim (y todos) al Mikdash

151. Que no salgan del Mikdash los cohanim a la hora de su servicio divino

152. No ingresar alcoholizado o apenas bebido al Mikdash

153. Revisar las señales de animales y bestias antes de consumirlas (para comprobar si son kesherot)- que sean rumiantes y de pezuña hendida

154. No ingerir animal o bestia impura

155. Revisar las señales de los animales marinos antes de consumirlos (para comprobar si son kesherim)- que posean escamas y aletas

156. No ingerir animal marino impuro

157. No ingerir ave impura- de las que son enumeradas en la Torá

158. Revisar las señales de las langostas antes de consumirlas (para comprobar si son kesherim)- insectos que se desplazan sobre cuatro patas, y que tienen piernas unidas a sus patas para saltar con ellas sobre la tierra (en particular un saltamontes colorado africano)

159. Mitzvá de apartarse de las ocho especies animales inmundos que impurifican- la comadreja, el ratón y la tortuga, según sus especies, el camaleón, el cocodrilo, el lagarto, la lagartija y el calamón. 

160. Guardarse de no comer ni beber cosas impuras

161. Guardarse de no comer (ni tocar) nevelá (carroña)

162. No comer alimañas o reptiles terrestres

163. No comer alimañas o insectos que crecen en las frutas, granos, etc. (ej: gusanos, abrojos, etc.)

164. No comer alimañas o reptiles marinos o anfibios

165. No comer alimañas que crecen en la mugre o en la podredumbre

## Tazría
166. Los procedimientos respecto a la impureza de la mujer que pare

167. Que la persona impura no ingiera de los alimentos consagrados en el Mikdash

168. Korbán de la mujer que parió

169. Los procedimientos respecto a la impureza del metzorá (especie de enfermedad corporal provocada por una condición espiritual)

170. No rasurar el pelo con tiña

171. El tzarúa (quien padece metzorá) y todos los que impurifican deben andar con ropas rotas y despeinados

172. Los procedimientos si aparecen manchas de tzaraat en las vestimentas

## Metzorá
173. Purificación del tzaraat de tipo conocido

174. Que se rape el metzorá al día séptimo

175. Inmersión de los impuros

176. Korbán del metzorá cuando se cure de su dolencia

177. Impureza de la residencia que tuviera la llaga de metzorá

178. El blenorrágico es impuro e impurifica

179. Korbán del blenorrágico cuando se cure

180. El que vierte semen (polución nocturna) es impuro e impurifica

181. La impureza de la nidá que impurifica a otros

182. Impureza de la blenorrágica

183. Korbán de la blenorrágica cuando se cure

## Ajaré Mot
184. Que los cohanim no ingresen en cualquier momento (a su antojo) al Mikdash, y que mucho menos lo hagan los no cohanim

185. Servicio de Iom HaKipurim

186. No degollar animales para korbanot fuera del perímetro establecido. 

187. Cubrir la sangre del animal degollado

188. No intimar físicamente con las personas prohibidas (familiares cercanos que entran dentro de la condición de incesto; mujer casada con otro hombre; mujer en período menstrual)

189. No cohabitar con el padre

190. No cohabitar con la madre

191. No cohabitar con la esposa del padre

192. No cohabitar con la hermana

193. No cohabitar con la hija del hijo

194. No cohabitar con la hija de la hija 

195. No cohabitar con la hija

196. No cohabitar con la hermana hija de su padre y de la esposa del padre

197. No cohabitar con la tía por parte de padre

198. No cohabitar con la tía por parte de madre

199. No cohabitar con el tío por parte de padre

200. No cohabitar con la esposa del tío por parte de padre

201. No cohabitar con la nuera

202. No cohabitar con la esposa del hermano

203. No cohabitar con una mujer y su hija (desposándose con una y luego con la otra, similar a las siguientes leyes)

204. No cohabitar con una mujer y la hija de su hijo

205. No cohabitar con una mujer y la hija de su hija

206. No cohabitar con una mujer y su hermana

207. No cohabitar con una mujer en su período menstrual

208. No sacrificar un hijo al Molej (o cualquier otro ídolo)

209. No cohabitar un hombre con un hombre

210. No cohabitar un hombre con un animal

211. No cohabitar una mujer con un animal

## Kedoshim
212. Reverenciar al padre y la madre

213. No dirigirse detrás de la idolatría; ni en pensamiento, ni en palabras ni siquiera en visualizarla

214. No hacer objetos de idolatría ni para uno ni para otros

215. No comer las sobras de la carne de los korbanot

216. Dejar la peá (rincón) del campo de trigo para el pobre y el extranjero

217. No segar la peá del campo

218. Dejar lo cosechado que se cayó de su recipiente o de la mano, para que sea recogido por los necesitados

219. No recoger las espigas que cayeron de lo que fuera cosechado, para que sea recogido por los necesitados

220. Dejar la peá (rincón) del viñedo para el pobre y el extranjero

221. No recoger todos los frutos del viñero, sino dejar la peá para los necesitados

222. Dejar tirado lo que se cayó del viñedo naturalmente, o luego de cosechado de su recipiente, para provecho de los necesitados

223. No recoger rebuscando todo del viñedo, sino que dejar lo "olvidado" para provecho de los necesitados

224. No robar ningún bien material

225. No engañar sobre bienes materiales (en especial sobre prendas de otros, hipotecas, etc.)

226. No jurar en falso para engañar materialmente

227. No jurar por Dios en falso

228. No oprimir económicamente a otro

229. No asaltar

230. No tardar en pagar el jornal

231. No maldecir a ningún israelita (varón o mujer)

232. No obstaculizar, en ningún aspecto, al que está en posición menos favorecida

233. No engañar el juez en el juicio

234. No honrar el juez al prominente en el juicio

235. Juzgar el juez con justicia

236. No calumniar

237. No ser indiferente ante el peligro que acecha a otro

238. No odiar a los hermanos

239. Amonestar al que está pecando

240. No humillar públicamente a un judío

241. No vengarse

242. No guardar rencor, incluso en lo más mínimo

243. Amar al prójimo (judío)

244. No hacer copular dos especies diferentes de animales

245. No sembrar el campo (en las áreas de cercanía estipuladas) con mixturas de especies, en la tierra de Israel

246. No comer la orlá, los frutos de árboles, durante los tres primeros años de haber sido plantado

247. Los frutos del cuarto año son consagradas, de Dios

248. No comer ni beber glotonamente y sin modales

249. No usar, ni consultar medios adivinatorios (Lenajesh)

250. No establecer, ni conducirse por supersticiones (Leonen) que dependan de determinaciones del tiempo (por ejemplo: en luna llena plantar porotos que dará suerte, etc.)

251. No cortar circularmente el cabello de la cabeza

252. No rasurar las peot del rostro

253. No tatuar permanentemente nuestra piel

254. Reverenciar el Santuario

255. No consultar, ni hacer oráculos (Hov)

256. No consultar, ni hacer predicciones (Idoni) a través de estados alterados artificialmente de la conciencia (ej.: peyote)

257. Respetar a los sabios (a los ancianos)

258. No engañar en medidas (en ninguna de ellas)

259. Tener pesos y medidas justas

260. No maldecir al padre o la madre

261. Quemar al que haya que quemar

262. No conducirse según las costumbres y leyes específicas de las naciones

## Emor
263. Que no se impurifique el cohen simple con un muerto, excepto por los siete familiares cercanos

264. Que se impurifique el cohen simple por sus siete familiares cercanos, y que hagan luto cada uno de los israelitas por cada uno de sus siete familiares

265. Que no sirva en cosas sagradas el cohen que se inmergió, hasta que el sol baje

266. Que no despose el cohen una prostituta

267. Que no despose el cohen una mujer inapropiada (profanada perteneciente a la familia sacerdotal)

268. Que no despose el cohen una divorciada

269. Consagración de la descendencia de Aarón

270. Que no ingrese el cohen gadol bajo el mismo techo que un difunto

271. Que no se impurifique el cohen gadol con ninguna impureza de muerto

272. Que el cohen gadol despose una doncella virgen

273. Que no despose el cohen gadol una viuda

274. Que no despose ni cohabite el cohen gadol con una viuda

275. Que no sirva en el santuario un cohen impedido (con defecto) permanentemente

276. Que no sirva en el santuario un cohen impedido temporalmente

277. Que no ingrese al heijal una persona impedida

278. Que no sirva un cohen impuro

279. Que no coma el cohen impuro de la terumá -ofrenda

280. Que ningún extraño coma de la terumá

281. Que el huésped del cohen o su asalariado no coman de la terumá

282. Que no coma el incircunciso terumá

283. Que no coma la jalalá -inapropiada (profanada perteneciente a la familia sacerdotal) de lo consagrado

284. No comer tevel -de lo que no fue separado diezmos y tributos

285. No consagrar animales defectuosos para el sacrificio

286. Que el korban sea de animal íntegro

287. No hacerle algún daño al animal que ha sido consagrado para korban

288. No salpicar sangre de animales defectuosos sobre el altar

289. No degollar un animal defectuoso con el propósito de consagrarlo

290. No quemar en honor a Dios partes de animales defectuosos

291. No castrar ninguna especie

292. No sacrificar un animal dañado dado por un extranjero

293. Que el animal a ser sacrificado sea mayor de 8 días

294. No degollar a un animal y su cría en el mismo día

295. No hacer nada que sea profanación del Nombre de Dios entre las personas

296. Santificar el Nombre de Dios

297. Reposar de la melajá el primer día de Pesaj

298. No hacer melajá el primer día de Pesaj

299. Sacrificar korban musaf todos los días de Pesaj

300. Reposar de la melajá el primer día de Pesaj

301. No hacer melajá el último día de Pesaj

302. Korban del omer de cebada

303. No comer pan del trigo nuevo antes de finalizar el 16 de Nisán

304. No comer grano tostado (de trigo nuevo) antes de esta fecha

305. No comer grano fresco (de trigo nuevo) antes de esta fecha

306. Contar el omer

307. Korban del pan de primicias el día de Atzeret

308. Reposar de la melajá el día de Atzeret

309. No hacer ninguna melajá el día de Shavuot

310. Reposar de la melajá el día de Rosh HaShaná

311. No hacer melajá el primero de Tishrei

312. Korban musaf en Rosh HaShaná

313. Oprimir el alma el 10 de Tishrei

314. Korban musaf de Iom HaKipurim

315. No hacer melajá el 10 de Tishrei

316. No comer ni beber en Iom HaKipurim

317. Reposar de la melajá en Iom HaKipurim

318. Reposar de la melajá el primer día de Sucot

319. No hacer melajá el primer día de Sucot

320. Korban musaf cada día de los siete de Sucot

321. Reposar de la melajá el último día de Sucot

322. Korban musaf al octavo día de Sucot, llamado "Sheminí Atzeret"

323. No hacer melajá en Sheminí Atzeret

324. Elevar el lulav

325. Asentarse en la Sucá

## Behar
326. No trabajar la tierra en el año sabático

327. Tampoco trabajar en los árboles

328. No cosechar lo que nace "naturalmente" de la tierra en el año sabático

329. No recolectar las frutas de los árboles como en todos los años en el año séptimo

330. Contar siete períodos de años sabáticos

331. Hacer sonar el shofar en el día de Iom HaKipurim del año 50, de Iovel (jubileo)

332. Consagrar el año de Iovel

333. No trabajar la tierra en el año de Iovel

334. No cosechar lo que nace "naturalmente" de la tierra en el año de Iovel

335. No recolectar las frutas de los árboles como en todos los años en el año de Iovel

336. Juzgar en los casos de transacciones comerciales

337. No estafar en temas comerciales

338. No engañar de palabra a un judío

339. No vender, con carácter permanente, terrenos de la Tierra de Israel

340. Vuelta de los terrenos "vendidos" (en la Tierra de Israel) a sus poseedores originales en el año de Iovel

341. Posibilidad de redimir las viviendas ciudades amuralladas hasta completar el año de venta, pero no luego

342.No modificar las áreas territoriales destinadas a los leviim 

343. No prestar a un judío dinero a intereses

344. No maltratar ni denigrar al esclavo judío

345. No subastar públicamente a las personas judías como esclavas, en caso necesario, deben ser vendidas con modestia y respeto

346. No dar trabajo excesivo al esclavo judío

347. El esclavo canaaneo lo será sin redención

348. Redimir a un judío para que no sea esclavo de un gentil

349. No arrodillarse frente a (piedras) talladuras, incluso con la única intención de adorar a Hashem.

## Bejukotai
350. Valorar adecuadamente a las personas en su recate por votos personales

351. No cambiar algo que fuera consagrado por otra cosa en su lugar

352. Si cambia un animal consagrado por otro, ambos animales serán consagrados

353. Un animal inmundo que se quiera redimir de su consagración, será valorado exclusivamente por el cohen

354. Para rescatar una vivienda consagrada, se pagará su valor más un quinto

355. Para rescatar un campo consagrado, se valora de acuerdo a lo estipulado por la parashá

356. No reconsagrar lo ya consagrado

357. El objeto particular que una persona se vedó para sí por completo (anatema) dedicándola a H', le será entregado a los cohanim

358. No vender el terreno declarado anatema por sus dueños, sino que le sea entregado a los cohanim

359. Prohibición de redimir el campo anatemizado

360. Dar el diezmo anual de todo animal puro

361. No vender el diezmo correspondiente al animal, sino que será comido en Ierushalaim

## Nasó
362. Enviar fuera del campamento a la persona impura, hasta su purificación

363. Que la persona impura no ingrese al Mikdash

364. Confesión por el pecado

365. Sotá - cuando la mujer es sospechosa de infidelidad conyugal se la hace pasar por esta prueba

366. No derramar aceite en el korbán ofrendado por la sotá

367. No poner incienso en el korbán ofrendado por la sotá

368. No beberá vino ni ningún licor el nazir

369. El nazir no comerá uvas frescas

370. El nazir no comerá uvas pasas

371. El nazir no comerá nada de las uvas, ni siquiera las semillas

372. El nazir no comerá nada de las uvas, ni siquiera la cáscara

373. El nazir no cortará su cabello

374. El nazir dejará crecer su cabello

375. No ingresará el nazir en la morada que cobija a un difunto

376. No se impurificará el nazir con cadáveres ni otros objetos que trasmiten impureza

377. Cuando el nazir traiga sus korbanot deberá raparse por completo 

378. Que los cohanim bendigan a diario

379. Llevar el Arón HaBerit cargado sobre los hombros

## Behaaloteja
380. Cumplir con Pesaj Sheni el 14 de Iyar

381. El Korban ofrecido en Pesak Sheni debe ser comido con matzot y merorim

382. No dejar ninguna sobra del korban Pesaj Sheni para la mañana siguiente

383. No romper ningún hueso del korban Pesaj Sheni

384. Hacer sonar las jatzotzrot (trompetas) en el Mikdash y ante la batalla

## Shelaj Leja
385. Separar la jalá

386. Vestir tzitzit

387. No extraviarse detrás de los deseos fantasiosos o sensuales

## Koraj
388. Cuidar el Mikdash (Templo)

389. Los roles y funciones de cohanim y leviim no son intercambiables

390. Que un profano no sirva en el Mikdash

391. No desproteger al Mikdash

392. Pidión HaBen (redención del primogénito humano)

393. No redimir el primogénito de un animal puro

394. Servicio de los leviim en el Mikdash

395. El maaser rishon (primer diezmo) debe ser entregado a los leviim

396. Deben los leviim diezmar del diezmo recibido por ellos

## Jukat
397. Pará Adumá - la vaca bermeja

398. La impureza que trasmite el cadáver humano

399. Las aguas que purifican al impuro por muerte, pero impurifican al que hace el ritual de purificación

## Pinejás
400. Leyes referida a las sucesiones

401. Korbanot temidim (perpetuos) a diario

402. Korbán Musaf de Shabbat

403. Korbán Musaf de cada mes

404. Korbán Musaf de Shavuot

405. Hacer sonar el Shofar en Rosh HaShaná

## Matot
406. Mitzvot relativas a la cancelación de promesas (nedarim).

407. No actuar en desacuerdo a nuestras palabras incluso si no es por medio de promesas (nedarim) o juramentos (shevuot).

## Masei
408. Israel debe entregar terrenos para edificar las ciudades de los leviim

409. No ajusticiar con pena de muerte a un reo antes de su juicio

410. Mitzvá del tribunal exilar en alguna ciudad-refugio al que cometió un crimen ultraintencional; y obligación del asesino de ir para allá

411. El testigo no debe declarar sus opiniones (solo debe prestar testimonio de los hechos) en juicio capital

412. No permutar la pena capital contra pago de dinero u otro bien

413. No permutar la pena del exilio a cambio de dinero u otro bien

## Devarim
414. No nombrar a un juez que no sea experto en temas legales de Torá

415. No tema el juez en emitir su juicio

## Vaetjanán
416. No desear la riqueza del prójimo

417. Mitzvá de afirmar la unidad y unicidad de Dios

418. Amar a Dios

419. Estudiar y enseñar Torá

420. Pronunciar el Shemá Israel dos veces diarias

421. Ponerse Tefilín de la mano

422. Ponerse Tefilín de la cabeza

423. Colgar Mezuzá en los accesos

424. No probar a un profeta verdadero más de la cuenta

425. Desconectarse completamente de los Siete Pueblos

426. No ser condescendiente ni misericordioso con el idólatra

427. No desposar al idólatra

## Ekev
428. No beneficiarse de la idolatría o sus artículos

429. No beneficiarse indirectamente de la idolatría

430. Bendecir al Eterno luego de la comida

431. Amar a los conversos justos

432. Venerar al Eterno

433. Adorar al Eterno a diario con plegarias

434. Adherirse a los entendidos en Torá

435. Prometer fidedignamente por el Nombre de Dios

## Ree
436. Destruir a la idolatría y sus artículos

437. No destruir cosas con el nombre de Dios

438. Traer todas las promesas para el primero de los regalim (festividades de la Peregrinación)

439. No elevar korbanot fuera del recinto del Templo

440. Elevar todos los korbanot en el Templo

441. Redimir las cosas consagradas que han recibido algún defecto

442. No comer del segundo diezmo de los cereales fuera de Ierushalaim

443. No comer del segundo diezmo del mosto (vino nuevo) fuera de Ierushalaim

444. No comer del segundo diezmo del aceite fuera de Ierushalaim

445. No comer del segundo diezmo de los primerizos de vaca u oveja fuera de Ierushalaim

446. No comer de lo consagrado fuera del perímetro del Templo

447. No comer de la carne de la Olá

448. No comer de los Kodashim Kalim antes de que sea salpicada la sangre

449. No ingiera el cohén de las primicias antes de ser estas dispuestas en el perímetro del Templo

450. No abandonar al leví de darle sus ofrendas

451. Degollar a la bestia y al ave como corresponde

452. No ingerir un miembro de animal vivo

453. Traer lo consagrado al Templo

454. No añadir a las mitzvot y sus interpretaciones consagradas

455. No quitar de las mitzvot y sus interpretaciones consagradas

456. No prestar atención al que profetiza en nombre de idolatría

457. No amar al incitador al mal

458. No dejar de odiar al que incita al mal

459. No salvar al incitador al mal incluso cuando su vida peligra

460. No atribuir inocencia al que incita al mal

461. No dejar de inculpar al que incita al mal

462. No incitar a la idolatría

463. Preguntar e investigar a los testigos

464. Incendiar a la ciudad de descarriados a la idolatría y eliminar a sus ciudadanos

465. No construir la ciudad de descarriados

466. No beneficiarse de nada de su riqueza

467. No zaherir el propio cuerpo a causa de un difunto

468. No arrancarse el cabello a causa de un difunto

469. No comer de lo consagrado que se ha contaminado

470. Revisar las señales de las aves para cerciorar su condición de kasher

471. No ingerir los parásitos de las aves

472. No comer carne mortecina

473. Separar el segundo diezmo

474. Separar el diezmo para el pobre

475. Hacer remisión de deudas cada séptimo año

476. Exigir el reintegro del préstamo al año séptimo del extranjero idólatra

477. No exigir el pago del préstamo luego del año séptimo

478. No se endurezca el corazón ante el pobre

479. Dar tzedaká de acuerdo a la posibilidad propia

480. No restringirse de prestar dinero antes del año séptimo

481. No liberar sin retribución a un esclavo hebreo

482. Proveer al esclavo hebreo liberado

483. No hacer trabajar a los animales consagrados

484. No esquilar a los animales consagrados

485. No ingerir jametz la víspera de Pesaj luego del mediodía

486. No deben quedar sobrantes del korbán jaguigá luego del tercer día

487. No elevar korbán Pesaj en altar privado

488. Estar alegre en los regalim

489. Presentarse en el Templo en los regalim

490. No presentarse al Templo en los regalim sin korbán

## Shofetim
491. Nombrar jueces y alguaciles

492. No plantar una Asherá

493. No erigir monolitos idolátricos

494. No sacrificar un espécimen defectuoso

495. Atender siempre las decisiones del tribunal

496. No apartarse de las decisiones del tribunal

497. Nombrar un rey de Israel

498. No imponer a Israel un rey gentil

499. El rey no poseerá caballos en exceso

500. No asentarse en Mitzraim

501. El rey no poseerá mujeres en exceso

502. El rey no poseerá riquezas en exceso

503. Que el rey escriba para sí un segundo sefer Torá

504. La tribu de Leví no poseerá tierras en Israel

505. No obtendrán los de Leví parte del botín

506. Dar al cohen la espalda, mandíbula y estómago del sacrificio

507. Separar el gran tributo para el cohen

508. Dar al cohen las primeras esquilas

509. Que lo ofrecido en las tres fiestas de la peregrinación sea de valor similar

510. No adivinar o consultar por el porvenir

511. No hacer embrujos

512. No hacer amuletos

513. No consultar al Ov

514. No consultar al Idoní

515. No consultar la nigromancia

516. Atender al profeta verdadero

517. No profetizar en falso

518. No profetizar en nombre de idolatría

519. No temer aniquilar al profeta falso

520. Separar ciudades para refugio del que mata sin intención

521. No ser misericordioso con el asesino y terrorista

522. No violentar los límites ajenos

523. No aceptar el testimonio de un solo testigo

524. Hacer al testigo falso lo que este pretendía provocar al inocente con sus injurias

525. No temer en la guerra

526. Ungir a un cohen para la guerra 

527. Ofrecer paz a las ciudades que serán atacadas

528. No perdonar la vida de los ciudadanos de los "Siete Pueblos" 

529. No destruir árboles comestibles

530. Desnucar una becerra en el arroyo cercano, cuando se halle el cadáver de una persona asesinada en medio del campo y no se sepa quien lo asesinó 

531. No plantar ni trabajar en ese terreno 

## Ki Tetze
532. Acatar las ordenanzas acerca de la "bella cautiva"

533. No vender a la "bella cautiva"

534. No esclavizarla luego de desposarla

535. Colgar al que merece tal castigo

536. No dejar el cadáver en el cadalso

537. Enterrar al muerto en el mismo día

538. Devolver lo que se ha perdido

539. No desentenderse de lo que está perdido

540. No dejar que el animal propiedad del amigo yazga bajo su carga, sin auxiliarla

541. Ayudar al amigo a levantar la carga caída

542. No vista la mujer implementos masculinos

543. No vista el varón ropa de mujer

544. No tomar a la madre junto a los pichones

545. Ahuyentar a la madre si se toma los pichones o los huevos

546. Hacer un muro en el tejado

547. No dejar obstáculos

548. No plantar mixturas en el viñedo

549. No comer mixturas del viñedo

550. No hacer que dos especies diferentes de animales trabajen al unísono en la misma actividad

551. No vestir shaatnez (lana y lino juntos)

552. Contraer matrimonio con contrato y kidushin

553. Que la mujer difamada en su integridad permanezca unida por siempre al difamador

554. El difamador no se divorciará de ella y será su esposa

555. Apedrear a la persona que el tribunal haya condenado a tal pena 

556. No castigar al que fuera obligado a pecar

557. Que el obligado a pecar se haga cargo de su mujer

558. Que no la divorcie jamás

559. No despose un eunuco a una israelita

560. No despose un bastardo a una israelita

561. No ingresará a la comunidad de Dios un amonita o mohabita

562. No ofrecerles paz en la guerra a estos pueblos

563. No restringir el ingreso a la comunidad de Dios al edomita, luego de la tercera generación

564. No restringir el ingreso a la comunidad de Dios al egipcio

565. No ingrese el impuro al monte del Templo

566. Preparar un sitio para el que está impuro

567. Que el soldado porte una pala para cubrir sus heces

568. No devolver al esclavo que huyó del extranjero a Tierra de Israel

569. No afligir al esclavo que se refugia con nosotros

570. No desposar una mujer sin contrato ni kidushin

571. No sacrificar la entrega de ramera ni el precio de un perro

572. No prestar a interés a un israelita

573. Prestar al gentil a interés

574. No retrasar el pago de una promesa más de tres regalim

575. Pagar lo prometido tal cual ha sido prometido

576. Permitir al jornalero comer de lo que está trabajando

577. No tomará el jornalero más que lo necesario para comer en ese momento

578. No comerá el trabajador en hora de trabajo

579. Divorciar por medio de carta de separación

580. No casarse nuevamente con la mujer que habiendo sido divorciada de uno, casó con otro hombre

581. No salga de su casa el hombre en su primer año de boda, incluso por cuestiones públicas

582. Que se alegre el esposo con su esposa durante el primer año de bodas

583. No dejar como prendas utensilios necesarios para la alimentación diaria

584. No ocultar las señales de Tzaraat

585. No tomar a la persona como prenda de préstamo

586. No retener como prenda la vestidura del pobre

587. Devolver la prenda al que la necesite

588. Pagar al jornalero en el día

589. No testificar por un familiar cercano

590. No desviar el juicio de un huérfano o guer

591. No tomar prenda de viuda

592. Dejar para los pobres lo olvidado de la cosecha

593. No volver a recoger lo olvidado

594. Dar latigazos al perverso

595. No excederse en los latigazos

596. No poner bozal al animal cuando trabaja

597. No despose a la viuda antes de la ceremonia de Jalitzá

598. Preceptos relativos a la viudez

599. Preceptos relativos a la Jalitzá

600. Salvar al que huye de manos de su perseguidor

601. No perdonar al perseguidor

602. No poseer pesos y medidas falsos

603. Recordar lo que nos hizo Amalek

604. Borrar su descendencia de la Tierra

605. No olvidar lo que nos hicieron 

## Ki Tavó
606. Recitar sobre la ofrenda de primicias lo establecido

607. Declarar el diezmo

608. No comer del segundo diezmo con estrechez

609. No comer del segundo diezmo en estado de impureza

610. No gastar el segundo diezmo en lo que no sea comida o bebida

611. Ir por los caminos del Eterno y parecernos a Él

## Vaielej
612. Congregar a todo Israel en Sucot

613. Cada uno debe escribir para sí un Sefer Torá